# NGC 2035
NGC 2035 is een emissienevel in de Grote Magelhaense Wolk in het sterrenbeeld Goudvis. Het hemelobject werd op 27 september 1826 ontdekt door de Schotse astronoom James Dunlop.

## Synoniemen
- ESO 56-EN161